# Wolska Dąbrowa
Wolska Dąbrowa – wieś w Polsce położona w województwie mazowieckim, w powiecie radomskim, w gminie Jastrzębia. Ma status sołectwa.
W latach 1975–1998 miejscowość administracyjnie należała do województwa radomskiego. 1 stycznia 2003 roku częścią wsi Wolska Dąbrowa stał się ówczesny przysiółek Spezja.
| SIMC    | Nazwa  | Rodzaj    |
| ------- | ------ | --------- |
| 0624500 | Spezja | część wsi |

Wierni kościoła rzymskokatolickiego należą do parafii Wniebowzięcia Najświętszej Maryi Panny w Goryniu.